# Prîberejne, Rujîn
Prîberejne (în ucraineană Прибережне) este o comună în raionul Rujîn, regiunea Jîtomîr, Ucraina, formată numai din satul de reședință.

## Demografie
Componența lingvistică a comunei Prîberejne
     Ucraineană (98,53%)
     Rusă (1,29%)
Conform recensământului din 2001, majoritatea populației comunei Prîberejne era vorbitoare de ucraineană (98,53%), existând în minoritate și vorbitori de rusă (1,29%).